# Arthroleptis adolfifriederici
Arthroleptis adolfifriederici és una espècie de granota que viu a Burundi, República Democràtica del Congo, Kenya, Ruanda, Tanzània i Uganda.
Està amenaçada d'extinció per la pèrdua del seu hàbitat natural.